# Ao Vivo (álbum de Paula Fernandes)
O primeiro álbum ao vivo da cantora e compositora brasileira Paula Fernandes teve seu lançamento em 2011 e com pouco mais de cinco meses de lançamento, chegou a atingir a marca de mais de um milhão cópias vendidas no Brasil, de acordo com a PMB, além de ficar no topo dos 10 mais vendidos no Brasil. Em Portugal, também atingiu o topo da tabela musical da Associação Fonográfica Portuguesa, em que permaneceu por sete semanas. O CD e DVD já venderam juntos 2 milhões cópias no Brasil. No dia 10 de Dezembro de 2011 foi lançada uma versão deluxe do álbum especialmente para a iTunes Store brasileira contendo 2 faixas bônus em estúdio. O álbum recebeu indicação ao Grammy Latino, na categoria de Melhor Álbum de Música Sertaneja em 2011.

## Prêmios e indicações
| Ano  | Premiação     | Categoria                        | Resultado |
| ---- | ------------- | -------------------------------- | --------- |
| 2011 | Grammy Latino | Melhor Álbum de Música Sertaneja | Indicado  |

## Lista de Faixas
Todas as faixas escritas e compostas por Paula Fernandes, exceto onde indicado. 
| CD  |                                                         |                                                                       |         |  |
| N.º | Título                                                  | Compositor(es)                                                        | Duração |  |
| 1.  | "Pássaro de Fogo"                                       |                                                                       | 2:50    |  |
| 2.  | "Meu Eu em Você"                                        |                                                                       | 3:37    |  |
| 3.  | "Pra Você"                                              | Fernandes Zezé Di Camargo                                             | 3:35    |  |
| 4.  | "Tocando em Frente" (part. Leonardo)                    | Almir Sater Renato Teixeira                                           | 3:29    |  |
| 5.  | "Amargurado / Sem Você / Ainda Ontem Chorei de Saudade" | Tião Carreiro, Dino Franco / Fernandes, Victor Chaves / Moacyr Franco | 5:05    |  |
| 6.  | "Complicados Demais"                                    |                                                                       | 3:26    |  |
| 7.  | "Voa"                                                   |                                                                       | 3:53    |  |
| 8.  | "Jeito de Mato"                                         | Fernandes Maurício Santini                                            | 4:39    |  |
| 9.  | "Não Precisa" (part. Victor & Leo)                      | Chaves                                                                | 3:31    |  |
| 10. | "Navegar em Mim"                                        |                                                                       | 3:26    |  |
| 11. | "Quando a Chuva Passar" (part. Marcus Viana)            | Ramón Cruz                                                            | 3:48    |  |
| 12. | "Sensações"                                             |                                                                       | 3:42    |  |
| 13. | "Quero Sim"                                             |                                                                       | 3:58    |  |
| 14. | "Pra Que Conversar?"                                    |                                                                       | 3:27    |  |
| 15. | "Costumes"                                              | Erasmo Carlos Roberto Carlos                                          | 4:00    |  |
| 16. | "Seio de Minas"                                         |                                                                       | 2:03    |  |
| 17. | "Isso É Amar Você"                                      |                                                                       | 3:22    |  |

| iTunes - Edição deluxe |               |                |         |  |
| N.º                    | Título        | Compositor(es) | Duração |  |
| 18.                    | "Nem Pensar"  |                | 4:12    |  |
| 19.                    | "Apenas Flor" |                | 3:59    |  |

| DVD |                                                           |                                                                 |         |  |
| N.º | Título                                                    | Compositor(es)                                                  | Duração |  |
| 1.  | "Pássaro de Fogo"                                         |                                                                 |         |  |
| 2.  | "Meu Eu em Você"                                          |                                                                 |         |  |
| 3.  | "Pra Você"                                                | Fernandes Camargo                                               |         |  |
| 4.  | "Apaixonados pela Lua"                                    |                                                                 |         |  |
| 5.  | "Tocando em Frente" (part. Leonardo)                      | Sater Teixeira                                                  |         |  |
| 6.  | "Índia" (part. Leonardo)                                  | José Asunción Flores Manuel Ortiz Guerrero Versão: José Fortuna |         |  |
| 7.  | "Amargurado / Sem Você / Ainda Ontem Chorei de Saudade"   | Carreiro, D. Franco / Fernandes, Chaves / M. Franco             |         |  |
| 8.  | "Debaixo do Cacho / Apaixonado por Você"                  | Fernandes / Rick, Alexandre                                     |         |  |
| 9.  | "Complicados Demais"                                      |                                                                 |         |  |
| 10. | "Voa"                                                     |                                                                 |         |  |
| 11. | "Seio de Minas"                                           |                                                                 |         |  |
| 12. | "Jeito de Mato"                                           | Fernandes Santini                                               |         |  |
| 13. | "Sensações"                                               |                                                                 |         |  |
| 14. | "Costumes"                                                | E. Carlos R. Carlos                                             |         |  |
| 15. | "Quero Sim"                                               |                                                                 |         |  |
| 16. | "Quando a Chuva Passar" (part. Marcus Viana)              | Cruz                                                            |         |  |
| 17. | "Não Precisa" (part. Victor & Leo)                        | Chaves                                                          |         |  |
| 18. | "Navegar Em Mim"                                          |                                                                 |         |  |
| 19. | "Tarde Demais"                                            | Chrystian                                                       |         |  |
| 20. | "Pra Que Conversar?"                                      |                                                                 |         |  |
| 21. | "Isso é Amar Você"                                        |                                                                 |         |  |
| 22. | "Pássaro de Fogo" (Créditos)                              |                                                                 |         |  |
| 23. | "Man! I Feel Like a Woman" (Extras)                       | Shania Twain Robert John "Mutt" Lange                           |         |  |
| 24. | "Nem Pensar" (Extras)                                     |                                                                 |         |  |
| 25. | "Jeito de Mato" (part. Almir Sater) (Videoclipe) (Extras) | Fernandes Santini                                               |         |  |
| 26. | "Making Of" (Extras)                                      |                                                                 |         |  |

## Créditos e pessoal
- Paula Fernandes - voz e violão
- André Porto - guitarra, violão e viola 12
- Ricardo Gomes - baixo e baixolão
- Ricardo Bottaro - teclados
- Sérgio Saraiva- acordeom
- Márcio Monteiro - guitarra, violão, viola 12, dobro e bandolim
- Márcio Bianchi - bateria e percussão
- Delano Macedo - pedal steel e bandolim
- Flavia Oliveira - projeto gráfico
- Guto Costa - fotos
- Luiz Augusto - revisão
- Geysa Adnet - coordenação gráfica

## Tabelas musicais, vendas e certificações
| Tabela (2011)                                | Melhor posição |
| -------------------------------------------- | -------------- |
| Brasil (PMB)                                 | 1              |
| Portugal (Associação Fonográfica Portuguesa) | 1              |

| País           | Certificação                     | Vendas                     |
| -------------- | -------------------------------- | -------------------------- |
| Brasil - PMB   | 3× Diamante(DVD) 2× Diamante(CD) | 750.000 (DVD) 600.000 (CD) |
| Portugal - AFP | Platina(CD) Platina(DVD)         | 100.000 (CD) 50.000 (DVD)  |